# Chrysoperla oblita
Chrysoperla oblita is een insect uit de familie van de gaasvliegen (Chrysopidae), die tot de orde netvleugeligen (Neuroptera) behoort. 
Chrysoperla oblita is voor het eerst wetenschappelijk beschreven door Herbert Hölzel in 1973.